# 毓璋 (溥廉子)
奉恩鎮國公毓璋（1889年2月15日—1937年5月4日），奉恩鎮國公溥廉第二子，母妾黃氏，其父為賽南阿，和親王系第八代。
他在光緒十五年正月（1889年）出生，光緒二十四年十一月（1898年）接替父親成為和親王第八代，但因為和親王並非世襲罔替的爵位，因此他的封爵只是奉恩鎮國公。
民國二十六年（1937年）他去世，虛齡四十九岁。